# Pharetrophora emarginata
Pharetrophora emarginata är en stekelart som beskrevs av Narolsky 1994. Pharetrophora emarginata ingår i släktet Pharetrophora och familjen brokparasitsteklar. Inga underarter finns listade i Catalogue of Life.